# Françoise Foning
Françoise Tsopgny Nguiazong - Foning, née en 1949 à Bafou au Cameroun et morte en 2015, est une femme d'affaires et femme politique camerounaise. Militante du RDPC, elle est députée à l’Assemblée nationale de 1997 à 2007 et maire de Douala V de 2002 à 2015. Elle a été présidente de l’Organisation des femmes chefs d’entreprise mondiales.

## Biographie

### Enfance, formation et débuts
Françoise Tsopgny Nguiazong « Dalida », ( Ma’a Mêfo’o Nkong-La’a), épouse Foning, est née en 1949 à Bafou; dans le département de la Menoua, dans la région de l'Ouest Cameroun. 

### Concours de beauté
Françoise Foning a été la première Dauphine de Miss Indépendance 1960 (le concept a muté plus tard pour Miss Cameroun) ; la couronne du concours était revenue à Julienne Honorine Eyenga Fouda,.

#### Femme d'affaires
Après une petite formation en secrétariat, elle se lance dans les affaires, d'abord comme propriétaire de plusieurs taxis, ce qui lui permet d'ouvrir un cabaret où elle se produit. Elle devient présidente du regroupement des femmes d'affaires du Cameroun. Elle est PDG de plusieurs entreprises actives dans l’ameublement, le bois, la santé, l’éducation et l’import-export.

#### Femme politique
Forte de relations gagnées au cours de sa carrière, Françoise Foning entre en politique. 
Présidente de la section RPDC du Littoral, elle est élue maire de Douala 5e et députée du Wouri. Au début des années 1990, elle commence à soutenir le régime en place de Paul Biya. Elle se présente aux élections législatives de 1992 et aux élections municipales de 1996, mais n'est pas élue. En 1997, elle se présente pour la deuxième fois aux élections législatives et les remporte. Par la suite, elle représente plusieurs fois la Première dame Chantal Biya lors des meetings qui se tiennent à l'Ouest du pays.

### Vie privée
Elle est l'épouse de Foning. Elle meurt le 23 janvier 2015 à la suite d'un accident de circulation sur la route Yaoundé - Bafoussam. 

## Œuvres

### Mandats
Elle a dirigé plusieurs organisations nationales et internationales :
- Présidente honoraire de l’Association mondiale des femmes chefs d'entreprises (ONG FCEM) (2005 à 2012)
- Présidente et fondatrice de l’Association des femmes d'affaires du Cameroun (GFAC)
- Présidente et fondatrice du RASEF (Réseau africain pour le soutien à l'entrepreneuriat féminin)

### Distinctions
Le secteur dit New-style du quartier Bepanda à Douala, où elle avait ouvert un restaurant-bar en 1967, porte son nom. Elle est considérée comme « la femme la plus combative et la plus combattue du landerneau politique (camerounais) depuis 1990 », l'archétype de la self-made-woman.
- Grand officier du Mérite camerounais
- Reine de la cour royale du groupement Bafou (Menoua)
- Njih, distinction honorifique à la cour royale du sultanat Bamoun